# Traversées de la Manche par des migrants depuis 2018
| \| Port de Douvres Jungle de Calais \| Traversées de la Manche par des migrants. |
| Port de Douvres Jungle de Calais                                                 |

Les traversées de la Manche en petites embarcations gonflables sont devenues depuis fin 2018 la principale route migratoire depuis la côte d'Opale et le nord de la France métropolitaine pour les personnes désirant rejoindre le Royaume-Uni pour y demander l'asile ou y travailler par des voies non légales.
Les traversées ont principalement lieu depuis les plages des agglomérations de Dunkerque, Calais et Boulogne-sur-Mer. Plus largement, les traversées, les dispositifs de surveillance et de sauvetage, couvrent près de 200 kilomètres de littoral, entre les premières plages belges et la ville de la Panne au nord-est, et la Baie de Somme, au sud-ouest.
Les traversées en embarcations gonflables, organisée et structurée à partir de novembre 2018, ont depuis connues un développement croissant. En 2018, 299 personnes ont été déclarées arrivées au Royaume-Uni par le Bureau de l'Intérieur (anglais : Home Office). Elles étaient 45 755 à arriver au Royaume-Uni par ce moyen en 2022.
Au total, plus de 126 000 personnes sont arrivées aux Royaume-Uni depuis 2018 par ces moyens au 13 juin 2024.
La section du détroit de Douvres, avec une largeur minimale de 33,3 km, entre Douvres en Angleterre et Calais en France représente la traversée maritime la plus courte.

## Contexte historique complexe
Les traversées maritimes à bord de petites embarcations par des personnes demandeuses d'asile, déboutées des procédures d'asile, réfugiées et migrantes étaient rares avant novembre 2018,. Depuis le début des années 1990, l'essentiel des franchissement de la frontière franco-britannique européenne par des moyens non légaux se faisait par les moyens de fret ferroviaire ou les camions et ferry. Des pratiques devenues plus difficiles ces dernières années, en partie à cause de l'intensification des fouilles de ces véhicules,, de la multiplication d'équipements technologiques de détections, rayons X, détecteurs de dioxyde de carbone, et de la militarisation des infrastructures portuaires et ferroviaires.
Les plans successifs des gouvernements conservateurs britanniques,, dont notamment l’expulsion controversée de demandeurs d’asile vers le Rwanda, n'enrayent pas la hausse globale du passage de migrants dans la Manche. En 2023, presque 30 000 migrants ont traversé la Manche selon les autorités britanniques (45 000 en 2022, 28 526 en 2021),,,,,.

## Modalités des passages, dispositifs de surveillance et d'interceptions

### Organisation des traversées
Au cours des premières années du phénomène, les traversées sont généralement organisées par des passeurs qui facturent entre 3 000 et 6 000 euros pour une tentative de traversée dans un petit bateau,. Les embarcations sont parfois des bateaux gonflables de 7 à 8 mètres, avec deux boudins gonflables latéraux et un fond non rigide, renforcé parfois de plaques de bois ou de métal. Sinon, des embarcations semi-rigides, ou quelques bateaux de plaisance, parfois volés, servent à la traversée de quelques passagers,,,. La moyenne du nombre de passagers par embarcation varie de 7 à 11 personnes entre 2018 et 2020.
Dans les premiers temps, les modalités de passage se structurent largement selon les ressources économiques des voyageurs et leur capacité à financer une embarcation performante et à en couvrir les frais pour un groupe réduit.
Autour de 2021, les pratiques d'organisation des passages semblent s'uniformiser. Les embarcations gonflables, précaires et inadéquates à la haute mer, a fortiori quand elles sont sur-occupées, se généralisent. Le nombre moyen de passagers croit régulièrement jusqu'à 49 personnes en moyenne en 2023 et dans les premiers mois de 2024. Les prix de la traversée chutent en conséquence à partir de 2021, environ de 1 000 euros par personne, mais peuvent varier selon la nationalité, la composition de la famille et le contexte répressif, qui influe aussi sur le nombre de tentatives nécessaires avant de réussir la traversée.
Fin 2023, le nombre de passagers dépasse à de nombreuses reprises les 70 personnes sur des embarcations similaires, n'excédant pas les 10 mètres de long, et munies d'un unique moteur. Le 23 avril 2024, plus de 110 personnes étaient à bord d'une embarcation lors de sa mise à l'eau, 5 personnes décéderont à la suite d'un mouvement de panique à bord poussant une partie du groupe par dessus bord.

### Pratiques d'accompagnement et de sauvetage
Les embarcations mises à l'eau et naviguant en direction du Royaume-Uni sont généralement accompagnées par des navires militaires français ou ceux affrétés par la Préfecture maritime de la Manche et de la Mer du nord sous la coordination du CROSS Griz-Nez. Les navires de la Marine Nationale fréquemment mobilisés sur ces opération sont entre autres l'Abeille Normandie ou le PSP Flamant. Les navires Esvagt Charlie et Appollo Moon, renommés respectivement Ridens et Minck, sont achetés par l'État et déployés dans la Manche à partie d'avril 2022 spécifiquement sur les missions d'accompagnement et de sauvetage des embarcations gonflables dans les eaux françaises. Les équipages de ces derniers sont composés de huit marins français et de trois membres d'équipage dédiés aux naufragés. Les antennes de Calais, Dunkerque et Boulogne-sur-Mer de la SNSM sont aussi régulièrement dépêchées sous la coordination du CROSS Griz-Nez sur des opérations de sauvetage en mer dans la zone de recherche et sauvetage française.
Les pratiques d'accompagnement des embarcations dans les eaux françaises jusqu'à la frontière des eaux territoriales anglaises se sont systématisées à partir de 2022. Elles s'expliquent par la forte fréquentation maritime du détroit, l'une des plus importantes au monde, ainsi que par la faible visibilité de ces embarcations pour les imposants navires y naviguant. Les jours où la météo est favorable, de nombreuses embarcations peuvent naviguer de manière simultanée dans les eaux françaises. Les navires français peuvent aller à la rencontre d'embarcations afin de s'assurer visuellement de l'état de flottabilité du bateau et de la marche du moteur sans pour autant les suivre durant toute la traversée.

Il arrive régulièrement que seule une partie des personnes soient secourues en mer au sein d'une embarcation ; la préfecture maritime de la Manche et de la Mer du nord rappelle ainsi dans chacun de ses communiqué de presse sur ces opérations : 
Les autres personnes présentes à bord de l'embarcation de migrants refusent l'assistance proposée. Compte tenu des risques de chute à la mer ou de blessures encourues pour les personnes en cas d’intervention contrainte, le choix est fait de les laisser poursuivre leur route. Le reste des passagers poursuit sa route.
En raison de l'étroite coopération entre le CROSS Griz-Nez et le MRCC Douvres, l'essentiel des embarcations qui arrivent à rejoindre les eaux anglaises sont secourues au niveau de la frontière maritime des zones de recherche et sauvetage française et anglaise. Les opérations sont alors coordonnées par le MRCC Douvres. Elles impliquent principalement les navires de la Border Force, et en cas de besoin, sur certaines opérations de sauvetage d'embarcation en détresse ou d'un important nombre de sauvetages simultanés, des navires civils de la RNLI.

### Dispositifs de surveillance et d'interception sur le littoral français
Un avion est affrété par l'Agence européenne de garde-frontières et de garde-côtes, communément appelée Frontex, est déployé à partir du 1 décembre 2021 sur le littoral nord de la France, une semaine après le naufrage le plus meurtrier que la région ait connue concernant des personnes en mouvement. Ce nouvel acteur est largement présenté comme une réponse sécuritaire à ce tragique évènement et mobilisant l'argument désignant les personnes organisatrices des voyages uniquement comme des réseaux de traite humaine et d'exploitation. Dans les faits, Gérald Darmanin annonçait déjà, le 24 juillet 2021, quatre mois plus tôt, chercher à mobiliser l'agence européenne sur le littoral nord de la France. L'argument alors utilisé est celui de la provenance transnationale des personnes passant par le littoral français pour se rendre au Royaume-Uni, notamment la Belgique ou l'Allemagne.
Inspirée de l'Opération Limes, aux frontières franco-italienne et franco-espagnole, l'Opération Poséidon de la Gendamerie Nationale est mise en œuvre à partir de 2020, de la volonté du président de la république Emmanuel Macron. Elle mobilise des effectifs de la Compagnie de gendarmerie départementale de Calais, auxquels sont affectés de manière permanente des réservistes issus des sections de réserve territoriale, des réservistes du détachement de surveillance et d’intervention de réserve (DSIR), une brigade de gestion des événements (BGE) spécifiquement dédié au phénomène avec des gendarmes actifs, des gendarmes du peloton de surveillance et d’intervention de la gendarmerie (PSIG) de Marck.

## Traités et accords de financement
Une série d'accords de financement pluriannuels vise à mettre en oeuvre les politiques publiques transmanche, de coopération policière et de délégation du contrôle de la frontière dans le cadre du traité de Sandhurst entrant en oeuvre le 1er février 2018, complétant les dispositions du traité Touquet de 2003.
Le 24 janvier 2019, le ministre de l'intérieur Christophe Castaner et son homologue britannique Sajid Javid signent un plan d'action comprenant le déploiement de caméras de surveillance sur les plages et les ports, une surveillance aérienne et un partage du renseignement pour un montant de 7 millions d'euros alloué par le Royaume-Uni. Les images seraient exploitées par le Centre Conjoint de Coordination et d’Information de Calais qui réunit des personnels français et britannique. Ce centre étant déjà prévu dans le traité de Sandhurst de 2018. Ils annoncent aussi vouloir augmenter le nombre de déportation vers la France comme principe de dissuasion, quand l'accord formalise que les personnes secourues seraient ramenées au port sûr le plus proche en vertu du droit maritime international. L'accord prévoit aussi que les images soient traitées par des logiciels de reconnaissance et d'identification des plaques minéralogiques sur le littoral.
Le 28 novembre 2020, Priti Patel annonce que Paris et Londres ont signé un nouvel accord et qu'il permettrait de « partager la mission de rendre impossible les traversées de la Manche », le doublement des effectifs et l'équipement de patrouilles sur les plages.
Le 20 juillet 2021, les gouvernements français et britannique signent un accord de financement anglais de 62,7 millions d’euros pour la période 2021-2022. Il vise principalement à équiper et renforcer les effectifs policiers sur le littoral.
Le 14 novembre 2022, Gérald Darmanin et son homologue britannique Suella Braverman signent un accord de 72,2 millions d’euros pour la période 2022-2023. Il s'axe sur l'équipement de technologies haut de gamme, drones et lunettes à capacité de vision nocturne, ainsi qu'à l'augmentation des effectifs de 250 à 350 policiers en cinq mois patrouillant sur le littoral les jours de traversée, d'autres sources annoncent une augmentation de 800 à 900. Les financements anglais représenteraient dès lors plus de 200 millions d'euros depuis 2018 pour entraver le phénomène, essentiellement par des moyens répressifs et policiers. L'annonce de l'accord intervient le lendemain de celle déclarant que 40 000 personnes ont rejoint le Royaume-Uni depuis le début de l'année 2022 à cette date.
Le 10 mars 2023, Emmanuel Macron et Rishi Sunak annoncent un nouvel accord de financement portant sur trois périodes, portant la contribution du Royaume-Uni à 141 millions d'euros en 2023-2024, 191 millions d'euros en 2024-2025 et 209 millions d'euros en 2025-2026. Ils portent sur la construction d'un nouveau centre de rétention administrative proche de Dunkerque dont la localisation exacte devrait être annoncée fin 2024, venant seconder celui de Coquelles sur le littoral. L'accord finance aussi de nouveaux l'équipements des patrouilles de policier et gendarmes du littoral, drones et buggy, mais aussi la construction d'un centre de coopération commun et 500 nouveaux agents sur les plages.

## Statistiques
|                                                    | 2018 | 2019 | 2020 | 2021  | 2022  | 2023  | 2024           | Total           |
| Somme des personnes arrivées aux Royaume-Uni       | 299  | 1843 | 8462 | 28526 | 45755 | 29437 | Plus de 36 000 | Plus de 150,322 |
| Somme des embarcations arrivées au Royaume-Uni     | 43   | 164  | 641  | 1034  | 1110  | 602   | 234 (au 13/06) | 3828            |
| Nombre de jours impliquant des traversées réussies | 29   | 81   | 130  | 154   | 162   | 140   | 61 (au 13/06)  | 757             |
| Moyenne du nombre de personnes par embarcation     | 7    | 11   | 13   | 28    | 41    | 49    | 49 (au 13/06)  | -               |
| Maximum de personnes arrivées en sur un jour       | 45   | 86   | 401  | 1250  | 1305  | 872   | 711 (au 13/06) | -               |
| Maximum d'embarcation impliquées sur un jour       | 5    | 8    | 26   | 36    | 27    | 15    | 14 (au 13/06)  | -               |

Ces données statistiques sont fournies par le Bureau de l'intérieur anglais depuis le 1er janvier 2018, et publiées quotidiennement. Le Bureau de l'intérieur précise ainsi dans les notes jointes aux données : 
Un « petit bateau » est l'un des nombreux navires utilisés par des particuliers qui traversent la Manche dans le but d'entrer au Royaume-Uni sans visa ni autorisation d'entrer – soit directement en débarquant au Royaume-Uni, soit après avoir été intercepté en mer par les autorités et ramené à terre. Les petits bateaux les plus couramment détectés effectuant ce type de traversée sont les bateaux pneumatiques à coque rigide (RHIB), les canots pneumatiques et les kayaks.
Les données sur les arrivées n'incluent pas les personnes qui :
- Arrivent au Royaume-Uni à bord de navires plus grands, tels que des embarcations rapides, des yachts, des croiseurs à moteur, des remorqueurs et des bateaux de pêche – bien que ceux-ci soient rarement utilisés par les migrants irréguliers à l'heure actuelle.
- Arrivent clandestinement au Royaume-Uni sur des navires plus grands non référencés ci-dessus, y compris cachés dans un véhicule sur un ferry
- Arrivent au Royaume-Uni sans être détecté, ou là où des personnes ont fait la traversée, mais aucune rencontre réelle"

### Nombres d'arrivées, de sauvetages et d'interceptions

#### De 2018 à 2021, la croissance rapide d'un phénomène se structurant
Les chiffres du bureau de l'intérieur britannique montrent que dans les premiers mois de 2018, quelques rares embarcations sont recensées avec à chaque fois seulement quelques passagers à bord. Près de 300 personnes réussissent la traversée sur l'année, principalement dans les dernières semaines de l'années à partir de novembre ou des traversées ont lieu à quelques jours d'intervalle. À titre de comparaison, 26 547 demandes d'asile ont été déposées au Royaume-Uni en 2017.
539 réfugiés et migrants auraient "tenté d'atteindre la Grande-Bretagne sur de petits bateaux" en 2018 ; beaucoup, cependant, ont été interceptés et renvoyés en France. 227 réfugiés et migrants ont été interceptés et renvoyés sur le continent par les autorités françaises en 2018, dont 95 sur le seul mois de décembre,.
Au cours de l'année 2019, près de 1 900 personnes avaient fait la traversée à la fin de l'année. De juillet à décembre 2019, environ 200 personnes en moyenne ont effectué la traversée par mois. Le ministère de l'Intérieur a signalé que seules 125 d'entre elles avaient été renvoyées dans d'autres pays européens.
En avril 2020, les arrivées de bateaux ont dépassé 400 - le total mensuel le plus élevé jamais enregistré. En juillet de la même année, le nombre de personnes traversant a presque égalé le total combiné de mai et juin, dans un contexte de beau temps et de mer calme. Les autorités françaises ont affirmé qu'au cours des six premiers mois de 2020, le nombre de migrants traversant la Manche avait quintuplé par rapport à l'année dernière. À la fin de l'année, environ 641 bateaux avaient traversé la Manche, transportant plus de 8 400 personnes.
Le 19 juillet 2021, 430 personnes ont traversé la Manche, le nombre le plus élevé de traversées jusque là, sur l'année le nombres de personnes arrivées aux Royaume-Uni est de 20 000 personnes supplémentaires que l'année précédente. Le 11 novembre, un nouveau nombre record de traversées quotidiennes de migrants a eu lieu, avec environ 1 000 personnes secourues en mer par les anglais. Le 24 novembre, le naufrage d'une embarcation gonflable transportant 30 personnes chavire alors qu'elle tentait d'atteindre le Royaume-Uni, faisant 27 morts et quatre disparus.

#### 2022, une année record
En mars 2022, plus de 3 000 personnes sont arrivées dans de petites embarcations, contre 831 en mars 2021.
Le 22 août, 1 305 personnes traversent la Manche dans 27 bateaux, établissant un nouveau record de traversées en une seule journée.
À l'occasion d'un sommet avec Emmanuel Macron le 10 mars 2023, Rishi Sunak annonce que ce sont « plus de 1 300 traversées d'embarcations de fortune » qui ont été « empêchées » en 2022. L'année est celle où 45 755 personnes ont été secourues en mer et ramenées au Royaume-Uni sur une période totale de 162 jours cumulés.

#### Depuis 2023
En 2023, le nombre de personnes arrivées au Royaume-Uni par ce moyen a chuté de 36 %. Des membres du parti conservateur britannique comme James Cleverly - dont la volonté d'arrêter les bateaux est devenu leur slogan de campagne - voient ce chiffre comme la consecration de leur politique repressive des traversées, visant à militariser le littoral par le renouvellement annuel d'accord de financement du dispositif côté français et par la dissuasion avec le plan de déportation des demandeurs d'asile au Rwanda.
Une enquête statistique de la BBC montre pourtant que l'analyse des données météos peuvent aussi être prises comme facteur explicatif de cette diminution. En comparant les années 2022 et 2023, le nombre de jours où les conditions étaient très mauvaises a augmenté de 50 %, quand celui de très bonnes conditions à diminué d'un quart.

#### 2024
Selon France 24, plus de 36 000 personnes ont rejoint illégalement le Royaume-Uni depuis la France à bord de "small boats", de frêles embarcations souvent surchargées. 
Entre le 25 et le 28 décembre 2024, dû aux vents faibles, près de 1 500 migrants ont atteint les eaux anglaises à bord de "small boats", selon les chiffres communiqués par les autorités britanniques.

### Représentation par nationalités et pays d'origines
Au premier semestre 2022, les Albanais représentaient 18 % des arrivées enregistrées, les Afghans 18 % et les Iraniens 15 %,.

## Décès et naufrages
| Année | Morts par noyade |
| ----- | ---------------- |
| 2018  | 1                |
| 2019  | 5                |
| 2020  | 9                |
| 2021  | 37               |
| 2022  | 5                |
| 2023  | 15               |
| 2024  | 76               |
| Total | 148              |

Selon l'Organisation internationale pour les migrations, au moins 88 personnes se sont noyés dans la Manche en essayant d'atteindre le Royaume-Uni entre 2018 et 2024.

### 2024
Le 5 octobre 2024, quatre personnes sont tuées dans deux incidents survenus sur des bateaux alors qu'ils tentaient de traverser la Manche depuis la France.
Le 3 septembre 2024, 12 personnes, 10 femmes et 2 hommes, essentiellement érythréennes et pour la moitié mineures sont mortes noyées en mer au large du Cap-Griz Nez en tentant de rejoindre le Royaume-Uni. 65 autres personnes sont secourues.
Le 11 août 2024, Fazal et Ihsanulla, originaires d'Afghanistan meurent noyés en mer entre Calais et Dunkerque. 53 personnes seront secourues sur l'embarcation dont plusieurs brûlées par le mélange d'eau de mer et d'essence.
Le 28 juillet 2024, Dina, 21 ans, de nationalité koweitienne-iraquienne de 21 ans, meurt asphyxiée dans une embarcation surchargée au large de Calais, une partie des passagers sera secourus par le navire français Kermovan, le reste rejoindra les eaux anglaise et seront secourus par la Border Force.
Le 19 juillet 2024, un jeune homme soudanais de 15 ans appelé Abdulaziz est trouvé inconscient lors du sauvetage d'une embarcation ou 86 personnes sont secoures, dont cinq en mer. Il est déclaré décédé par le SMUR à bord du navire de sauvetage français.
17 juillet 2024, Dahlak, 29 ans et de nationalité érythréene, meurt noyée au large de Gravelines alors que leur embarcation dégonflée, de laquelle 71 personnes seront secoures, prenait l'eau.
Le 12 juillet 2024, quatre hommes somaliens meurent noyés lors d’une tentative de traversée en mer vers le Royaume-Uni. L'embarcation degonglée, de nombreuses personnes sont à l'eau, à la dérive, 3 personnes sont retrouvée morte dérivant, une autre dans l'épave du bateau, 56 autres personnes sont secourues à bord de l'embarcation de sauvetage et d'un navire de pêche. Quatre personnes seraient toujours disparues.
Le 23 avril 2024, trois hommes, une femme et une enfant de quatre ans décèdent en mer au large de la plage de Wimereux. Au moins 110 personnes étaient à bord de l'embarcation. Soit plus du double de la moyenne du nombre de personnes pour des embarcations similaire sur la même année. Vers cinq heures du matin, l'embarcation se serait échouée sur un banc de sable au large, puis aurait repris la mer, avant qu'un mouvement de panique à bord pousse plusieurs personnes à l'eau alors que la température de l'air était seulement de quelques degrés au dessus de zéro. 48 personnes ont été ramenées au port de Boulogne-sur-Mer quand 58 autres ont poursuivies la navigation pour être finalement secourue par la Borer Force et ramenées à Douvres. Quatre hommes ont été inculpés en Angleterre après leur arrivée.
Le 3 mars 2024, un bateau de plaisance se retourne au moment où le groupe de seize personnes, dont dix enfants, monte à bord dans le canal de l'Aa. Rola Al Mayali, iraquienne âgée de 7 ans, s'est noyé, piégée à l'intérieur. La localisation du départ de la traversée, très éloignée des plages, s'explique par les stratégies d'échapper aux contrôles et à la repression policière croissante sur les plages, accompagnées de plus en plus souvent de pratiques policières brutales, usant de gaz lacrymogènes et lanceurs de balle de défense avec pour objectif premier de crever les bateaux avant leur mise à l'eau.
Le 2 mars 2024, Jumaa Alhassan, 27 ans de nationalité syrienne, meurt noyé dans le canal de l’Aa à Gravelines. Alors que son embarcation était mise à l'eau dans le canal, la police fait usage de gaz lacrymogène et de lanceurs de balle de défense. Il est porté disparu sans recherche conséquentes alors que plusieurs de ses compagnons disent l'avoir vu tombé à l'eau, son corps est retrouvé dans le canal 15 jours plus tard à Grand Fort Philippe lors de la recherche d’une autre personne, malgré les signalements de sa disparition.
Le 28 février 2024, alors que 56 personnes sont secourues en mer en tentant de rejoindre le Royaume-Uni, 3 personnes sont tombées à la mer, le corps d'Eren Gûndogu, un jeune homme kurde turc de 22 ans, est retrouvé inanimé et dérivant lors des recherches, les deux autres personnes ne seront pas retrouvées en raison de la dégradation de la météo.
Le 14 janvier 2024, 5 hommes syriens, Mohammad Al Jbawi, 18 ans, Ayham Alshouli, 25 ans, Ali Al Oklhat, 26 ans, Abadeh Abd Rabbo, 14 ans, et son frère Aysar Abd Rabou, 26 ans, meurent noyés au large de Wimereux dans une eau à 10 degrés. Alors qu'un navire de sauvetage était sur les lieux, l'embarcation en grande difficulté, de nombreuses personnes tente de rejoindre la plage à la nage,.

### 2021
Le 24 novembre 2021, 27 migrants se sont noyés alors qu'ils tentaient de traverser la Manche de la France au Royaume-Uni dans un canot pneumatique, quatre sont toujours portés disparus.

### 2020
Le 19 août 2020, un jeune soudanais, Abdulfatah Hamdallah, s'est noyé dans la Manche alors qu'il faisait le voyage depuis la France. Il est mort après que son canot pneumatique et celui de son ami, qu'ils propulsaient à l'aide de pelles comme rames, aient chaviré. Le couple vivait auparavant dans les bidonvilles de Calais depuis au moins deux mois.
Le 27 octobre 2020, une famille kurdo-iranienne de cinq personnes de Sardasht est décédée après le naufrage alors qu'il se dirigeait vers le Royaume-Uni,. Artin Irannezhad, un bébé de 15 mois a été retrouvé sur l'île de Karmøy le 1er janvier 2021,.

## Réactions

### Réactions au Royaume-Uni
Le 31 décembre 2018, le ministre Sajid Javid a annulé un précédent refus d'affecter des unités supplémentaires de la Force frontalière dans la Manche pour intercepter les petites embarcations de migrants au motif que leur présence encourageraient des traversée de migrants  dans l'espoir que leurs bateaux seraient interceptés et autorisé à demander l'asile. En acceptant d'envoyer plus de patrouilleurs, le ministre Javid a promis de faire « tout ce que nous pouvons » pour s'assurer que la migration des petits bateaux « ne soit pas un succès », y compris le retour des migrants potentiels en France. Les patrouilleurs ont été réaffectés à Gibraltar et en Méditerranée.
Selon le ministre, les migrants traversant la Manche depuis la France ne sont pas de « véritables » demandeurs d'asile, puisqu'ils résident déjà dans un pays sûr.
À la suite des nombreuses arrivées de migrants en juillet et août 2020, son successeur Priti Patel a demandé l'aide militaire de la Royal Navy pour empêcher les navires de migrants de quitter la France,.
Le 7 septembre 2020, le gouvernement britannique a déployé le Thales Watchkeeper WK450, un drone  militaire sophistiqué pour patrouiller dans la Manche. Les drones relaient les informations aux autorités frontalières françaises et britanniques, qui peuvent alors intercepter les passages.
Selon un sondage concernant l'utilisation de l'armée pour patrouiller dans la Manche mené par YouGov en août 2020, 73% des Britanniques pensaient que les traversées étaient un problème sérieux. Les électeurs conservateurs étaient les plus inquiets, 97 % pensant que c'était sérieux, tandis que les électeurs travaillistes étaient les moins inquiets, avec 49 %.
En janvier 2021, toutes les opérations de contrôle des traversées dans la Manche du côté britannique sont placées sous le commandement de la Royal Navy et l'opération Isotrope est lancée.
En mars 2021, le ministère de l'Intérieur britannique publie un nouveau plan pour la  politique d'immigration, qui comprend des propositions de réforme du système d'immigration, y compris la possibilité de traitement à l'étranger des immigrants sans papiers. En avril 2021, 192 groupes de réfugiés, de défense des Droits de l'Homme et autres ont signé une lettre décrivant ces propositions comme « vagues, irréalisables, cruelles et potentiellement illégales ».

### Réactions en France
Après qu'Abdulfatah Hamdallah s'est noyé et son corps échoué sur les côtes françaises près de Calais, le député de l'Assemblée nationale française de Calais, Pierre-Henri Dumont, a reproché au Royaume-Uni son refus d'accepter les demandes d'asile de l'extérieur du pays. Il a également déclaré que les migrants à Calais "ne veulent pas demander l'asile en France" et "refusent le soutien de l'État", préférant "risquer leur vie" dans des radeaux.